# BBVA Open Internacional de Valencia 2023 - Doppio
Aliona Bolsova e Rebeka Masarova erano le detentrici del titolo, ma Masarova ha scelto di non partecipare a questa edizione del torneo. Bolsova ha fatto coppia con Andrea Gámiz e ha riconfermato il titolo sconfiggendo in finale Angelina Gabueva e Irina Chromačëva con il punteggio di 6-4, 4-6, [10-7].

## Teste di serie
1. Aliona Bolsova /  Andrea Gámiz (Campionesse)

1. Angelina Gabueva /  Irina Chromačëva (finale)

## Wildcard
1. Esquiva Charo Bañuls /  Ángela Fita Boluda (quarti di finale)

## Tabellone

### Legenda
| - Q = Qualificato - WC = Wild card - LL = Lucky loser | - ALT = Alternate - SE = Special Exempt - PR = Protected Ranking | - w/o = Walkover - r = Ritirato - d = Squalificato |

|  | Quarti di finale | Quarti di finale              | Quarti di finale              | Quarti di finale             | Quarti di finale  |  |  | Semifinali | Semifinali                    | Semifinali                    | Semifinali                        | Semifinali |   |     | Finale | Finale                      | Finale | Finale | Finale |  |
|  |                  |                               |                               |                              |                   |  |  |            |                               |                               |                                   |            |   |     |        |                             |        |        |        |  |
|  | 1                | A Bolsova A Gámiz             | A Bolsova A Gámiz             | A Bolsova A Gámiz            | A Bolsova A Gámiz |  |  |            |                               |                               |                                   |            |   |     |        |                             |        |        |        |  |
|  |                  | Bye                           | Bye                           | Bye                          | Bye               |  |  | 1          | A Bolsova A Gámiz             | A Bolsova A Gámiz             | 7                                 | 6          |   |     |        |                             |        |        |        |  |
|  |                  | J Cristian Y In-Albon         | J Cristian Y In-Albon         | J Cristian Y In-Albon        |                   |  |  |            | J Bouzas Maneiro G Maristany  | J Bouzas Maneiro G Maristany  | 63                                | 1          |   |     |        |                             |        |        |        |  |
|  |                  | J Bouzas Maneiro G Maristany  | J Bouzas Maneiro G Maristany  | J Bouzas Maneiro G Maristany | w/o               |  |  |            |                               |                               |                                   |            |   |     | 1      | Aliona Bolsova Andrea Gámiz | 6      | 4      | [10]   |  |
|  |                  | Y Lizarazo MP Pérez García    | Y Lizarazo MP Pérez García    | 0                            | 2                 |  |  |            |                               | 2                             | Angelina Gabueva Irina Chromačëva | 4          | 6 | [7] |        |                             |        |        |        |  |
|  |                  | A Fomina-Klotz O Tjandramulia | A Fomina-Klotz O Tjandramulia | 6                            | 6                 |  |  |            | A Fomina-Klotz O Tjandramulia | A Fomina-Klotz O Tjandramulia | 1                                 | 2          |   |     |        |                             |        |        |        |  |
|  | WC               | E Charo Bañuls Á Fita Boluda  | E Charo Bañuls Á Fita Boluda  | 64                           | 63                |  |  | 2          | A Gabueva I Chromačëva        | A Gabueva I Chromačëva        | 6                                 | 6          |   |     |        |                             |        |        |        |  |
|  | 2                | A Gabueva I Chromačëva        | A Gabueva I Chromačëva        | 7                            | 7                 |  |  |            |                               |                               |                                   |            |   |     |        |                             |        |        |        |  |